# 突然の明日
『突然の明日』（とつぜんのあした）は、1980年1月18日から4月11日までTBS系の金曜ドラマ枠で放送されたテレビドラマである。三浦友和主演。全13回。TBSの金ドラは、ドラマのTBSを代表する看板枠だったが、前２作の視聴率が低迷していて、枠の存続が懸念されていた。プロデューサーの鈴木淳生は、視聴率獲得の為、徹底したエンタテイメントドラマを作ると宣言、伝説的な社会派サスペンスドラマが生まれた。視聴率も18.5%に達し、金ドラ枠は以後７年間存続した。金ドラの中でも特筆されるべき傑作である。

## あらすじ
相馬圭太郎は美容院を経営する母の光子と二人暮らし。持ち前の才能は上司からも高く買われている上、阿南銀行の副頭取の娘・和子と婚約も決まり、出世街道まっしぐらの男である。圭太郎は間もなく本店の秘書室へ栄転することになっていたが、これまで勤務してきた南青山支店で残務の整理に追われる日々が続いていた。そんなある日、銀行強盗が乱入行員と客を人質に立て籠る。犯人は、行内で、支店長と入って来た警官を射殺する。警察は、犯人の妹に兄に投降するように呼び掛けさせるが、逆効果。被害が広がる。犯人の隙をついて、殺された警官の拳銃を手にした圭太郎が、犯人を射殺する。泣き叫ぶ犯人の妹、陽子。
突然の明日の衝撃的な幕開け。
圭太郎は、実は銀行頭取の私生児として生まれた。出生の秘密を知ることなく、東大法学部卒のエリートとして、出世街道を約束されていたが、銀行強盗事件で犯人を射殺したことで、人生の歯車が大きく狂い出すのだ。
正に突然の「明日」の出来事なのだった。２回目以降は、波乱に次ぐ波乱のストーリーとなり、元祖「ジェットコースター」ドラマの異名を持つ。
社会派サスペンスの趣きも持ちながら、究極のラブストーリードラマである。

## 出演
- 相馬圭太郎：三浦友和
- 牛場和子：池上季実子
- 山崎陽子：古手川祐子
- 阿南房子：南風洋子
- 大倉庄助：矢崎滋
- 牛場信隆：神山繁
- 山崎竜治：風間杜夫
- 西山竜太郎：金田龍之介
- 家里留美：宇津宮雅代
- 相馬光子：加藤治子
- 阿南幾太郎：二谷英明

## スタッフ
- 原作：阿木慎太郎「されど愛の日々に」（サンケイ出版）
- 脚本：山田信夫、渋谷正行、黒土三男
- 制作プロデューサー：大山勝美
- プロデューサー：鈴木淳生
- 演出：井下靖央、福田新一、市川哲夫
- 音楽：安藤正容（演奏：THE SQUARE）
- 製作：TBS

## 放映リスト
| 話数 | 放送日         | サブタイトル         |
| ---- | -------------- | -------------------- |
| 1    | 1980年 1月18日 | 婚約の二人の前に     |
| 2    | 1月25日        | 極限抱擁             |
| 3    | 2月1日         | 血族の証拠を         |
| 4    | 2月8日         | 私を買って下さい     |
| 5    | 2月15日        | 父は必要ではない     |
| 6    | 2月22日        | 婚約破棄             |
| 7    | 2月29日        | 結婚できない女       |
| 8    | 3月7日         | 愛の前ぶれ           |
| 9    | 3月14日        | 彼の子供を生みます   |
| 10   | 3月21日        | 昨夜何もかも終わった |
| 11   | 3月28日        | 君は一人ではない     |
| 12   | 4月4日         | ついて行きます！     |
| 13   | 4月11日        | 三時・ここで待つ     |

## エピソード
・プロデューサーの鈴木淳生は、78年の金ドラの「家族熱」で起用した三浦友和と加藤治子を親子役に据え、企画を考えた。狙いは成功して、金ドラ久々のヒット作となった。
- 前年10月20日に山口百恵との“恋人宣言”を発表した直後のテレビドラマの主演で、放映中の3月7日には婚約発表を行い、撮影スタジオやロケ先にはマスコミ取材陣が連日押しかけた。
- ドラマのテーマ曲は歌のないインストで、音楽担当の安藤正容が率いるフュージョングループ、ザ・スクエア（現・T-SQUARE）の「Tomorrow's Affair」。当時書き下ろしのこの曲はシングルで発表され、スクエアの4枚目のアルバム『Rockoon』に収録されているが、番組のタイトルトラックとはエンディングのギターソロが若干異なる。他にもこのドラマの劇伴にスクエアの曲が多数使用されている。当時の音楽シーンはいわゆるフュージョンブームで、その影響下での抜擢であった。

## 参考
- 突然の明日 - テレビドラマデータベース